# 惠东革命烈士纪念碑
惠东革命烈士纪念碑，位于中国广东省惠州市惠东县平山镇南湖七寮山，为惠东县的一个县级文物保护单位，类型为近现代重要史迹及代表性建筑，公布时间为1987年。
惠东革命烈士纪念碑建于1987年。